# Turpial dorsi-ratllat
El turpial dorsi-ratllat (Icterus pustulatus) és un ocell de la família dels ictèrids (Icteridae).

## Hàbitat i distribució
Habita zones àrides amb matolls, matolls de ribera i vegetació espinosa a les terres baixes a l'oest de Mèxic, illes Maries, i cap al sud pel vessant del Pacífic, a través de Sonora, Chihuahua, Oaxaca i Chiapas, fins Guatemala, El Salvador, Hondures, Nicaragua i nord-oest de Costa Rica.